# Трипалладийцирконий
Трипалладийцирконий — бинарное неорганическое соединение
палладия и циркония
с формулой ZrPd3,
кристаллы.

## Получение
- Сплавление стехиометрических количеств чистых веществ:

{\displaystyle {\mathsf {3Pd+Zr\ {\xrightarrow {1780^{o}C}}\ ZrPd_{3}}}}

## Физические свойства
Трипалладийцирконий образует кристаллы
гексагональной сингонии,
пространственная группа P 63/mmc,
параметры ячейки a = 0,5612 нм, c = 0,9231 нм, Z = 4,
структура типа триникельтитана TiNi3
.
Соединение конгруэнтно плавится при температуре 1780°C.

## Применение
- Катализатор в органическом синтезе [9].